# Kovárna (Možděnice)
Budova staré kovárny pocházející z přelomu 18. a 19. století se nalézá na návsi v centru vesnice Možděnice, místní části obce Vysočina v okrese Chrudim.. Budova staré kovárny je od roku 1958 chráněna jako nemovitá kulturní památka ČR.

## Popis
Budova staré kovárny v Možděnici se skládá ze dvou navzájem propojených částí: z vlastní kovářské dílny a mladší obytné části. 
Starší částí objektu kovárny v Možděnici je kovářská dílna pocházející z roku 1740 tvořená přízemní kovárnou z kamenného zdiva. Rodina kováře bydlela původně v roubeném přístavku vedle kovárny. Před rokem 1800 přistavěl tehdejší majitel kovář Václav Černý nad kovárnu roubené obytné patro s jednou větší místností a dvěma komůrkami. Nad vchodem do kovárny je dřevěná pavlač přístupná z roubeného patra. Kovárna je osvětlena dvěma okénky a vybavená původním nářadím, výhní a měchem. V kovárně se pracovalo až do roku 1965 v dílně s převážně původním zařízením.
Na jižní straně roubeného patra kovárny se nalézá svisle bedněný štít pod okosenou polovalbou. Roubené patro je bíle spárované.  
Mladší předsazená zděná obytná část byla postavena v letech 1830 - 1840. Skládá se ze světnice, světničky, síňě a černé kuchyně. Fasádu průčelí člení článkované pilastry a okna se šambránami (dvě v průčelí a dvě ve štítě). Trojúhelníkovitý štít s výklenkem pro lidovou plastiku je od patra oddělen členitou římsou, krytou bobrovkami. Sedlové střechy jsou dnes pokryty eternitovými šablonami, původně šindelem. 
Kovárna v Možděnici je v současnosti v soukromém vlastnictví rodiny Pecinovy, která ji vlastní po mnoho generací již přes 140 let. Majitelé se snaží uvést kovárnu do podoby, kterou měla v 80. letech 20. století při natáčení pohádky O statečném kováři.

## Galerie

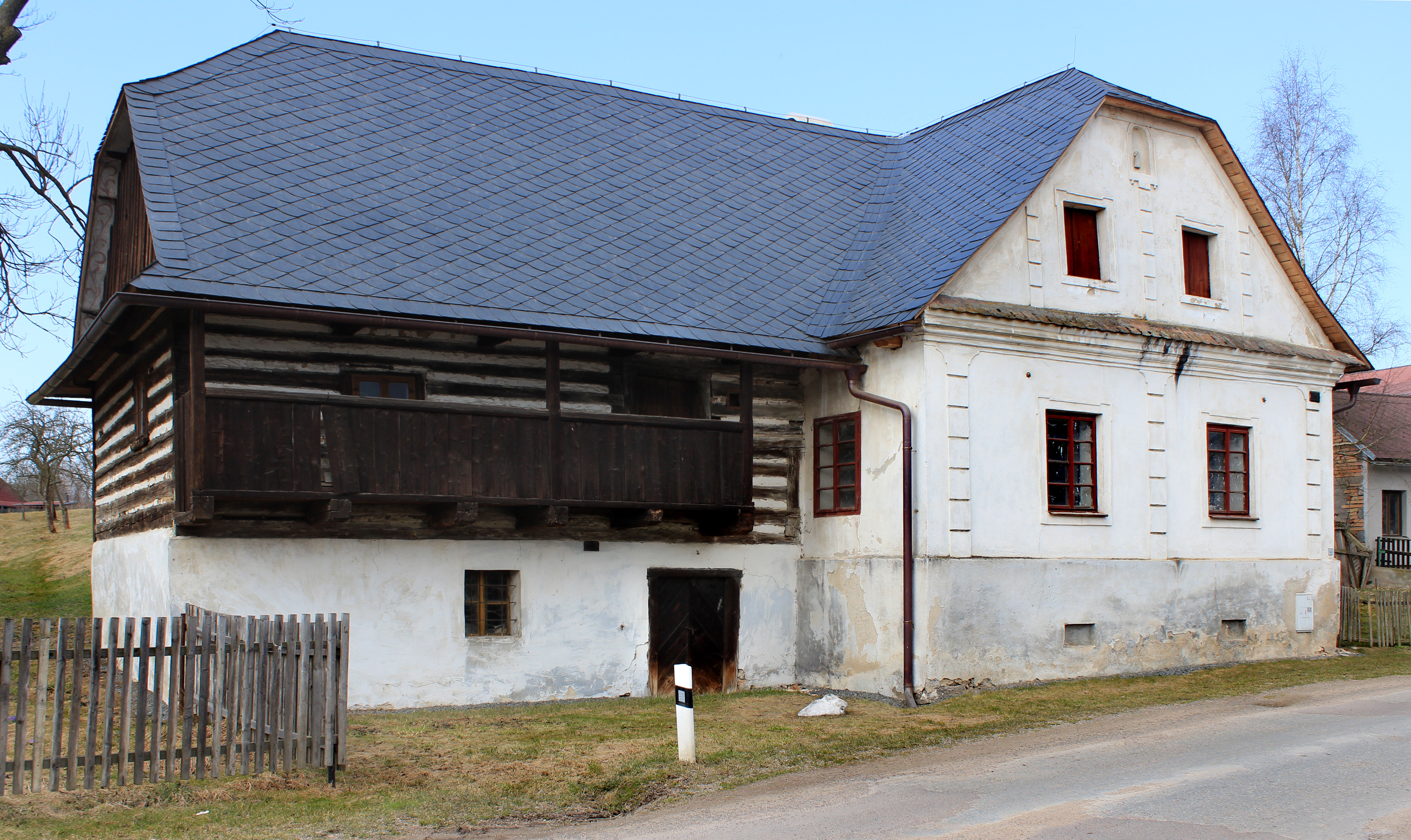
stará kovárna v Moždenici v roce 2015
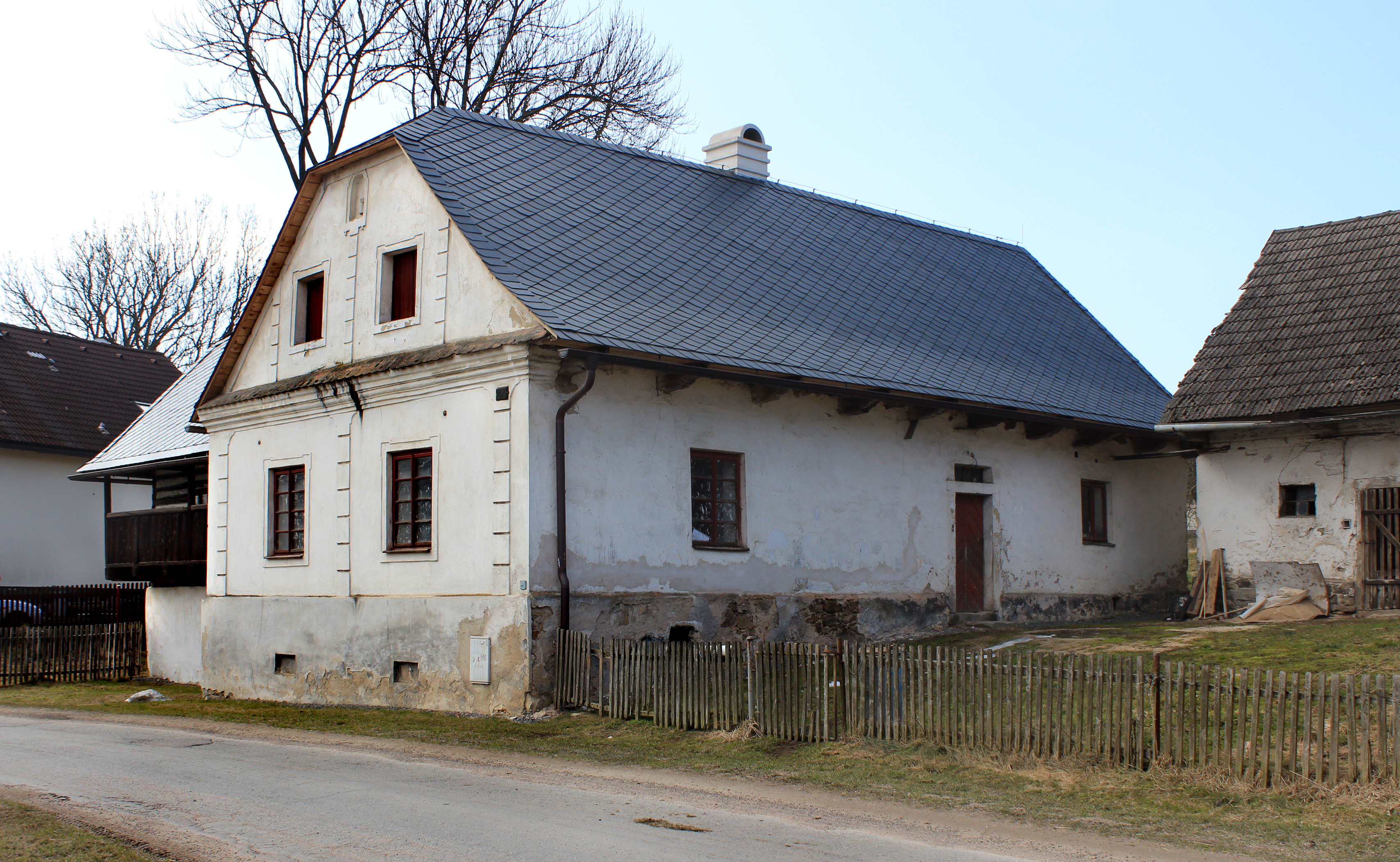
stará kovárna v Moždenici v roce 2015
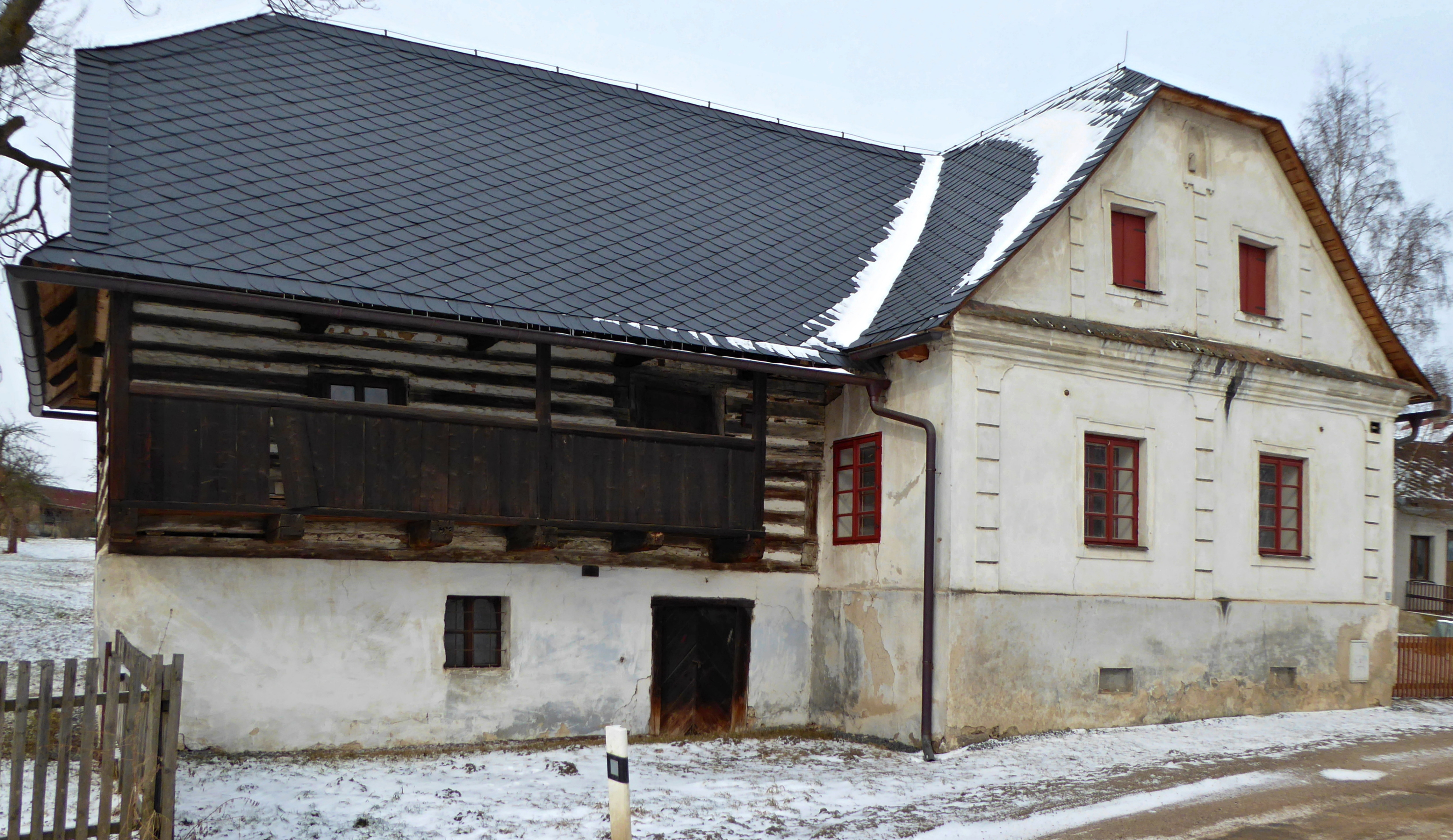
stará kovárna v Moždenici v zimě roku 2018
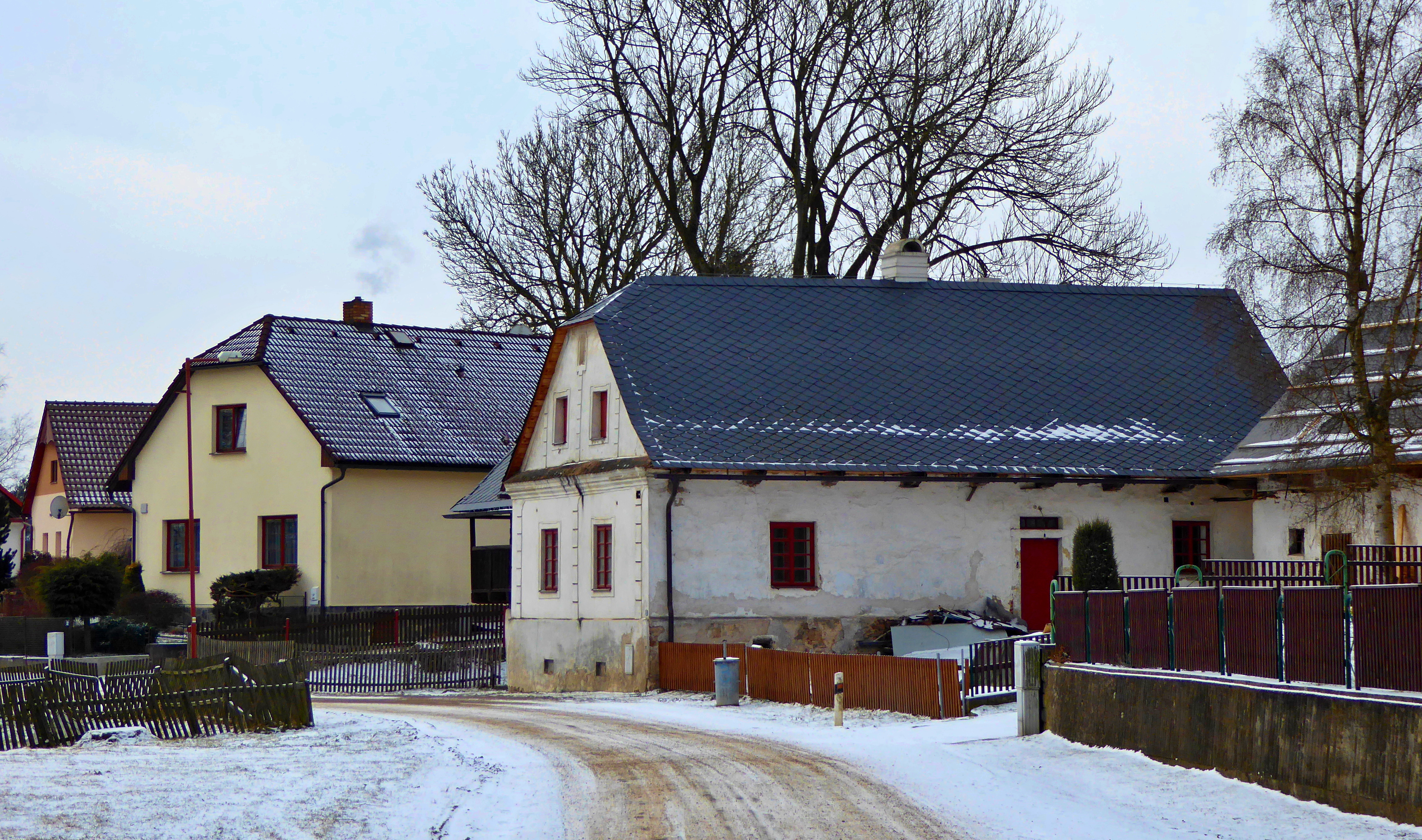
pohled na obytnou část staré kovárny v Možděnici